# Diego de Covarubias y Leyva

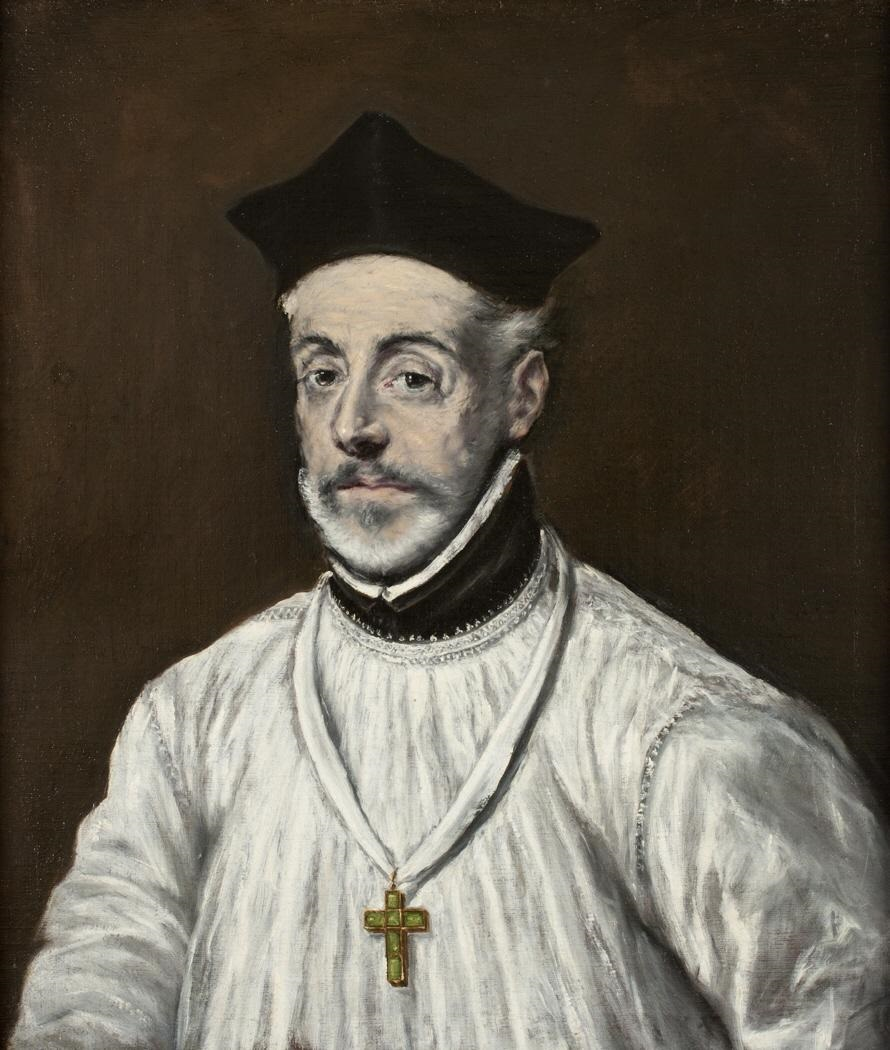
Diego de Covarrubias, de El Greco.

Diego de Covarrubias y Leyva ou Covarruvias (25 de julho de 1512 - 27 de setembro de 1577) foi um jurista espanhol e prelado católico romano que serviu como arcebispo (título pessoal) de Cuenca (1577-1577), arcebispo (título pessoal) de Segóvia ( 1564-1577), arcebispo (título pessoal) de Ciudad Rodrigo (1560-1564) e arcebispo de Santo Domingo (1556-1560).

## Vida

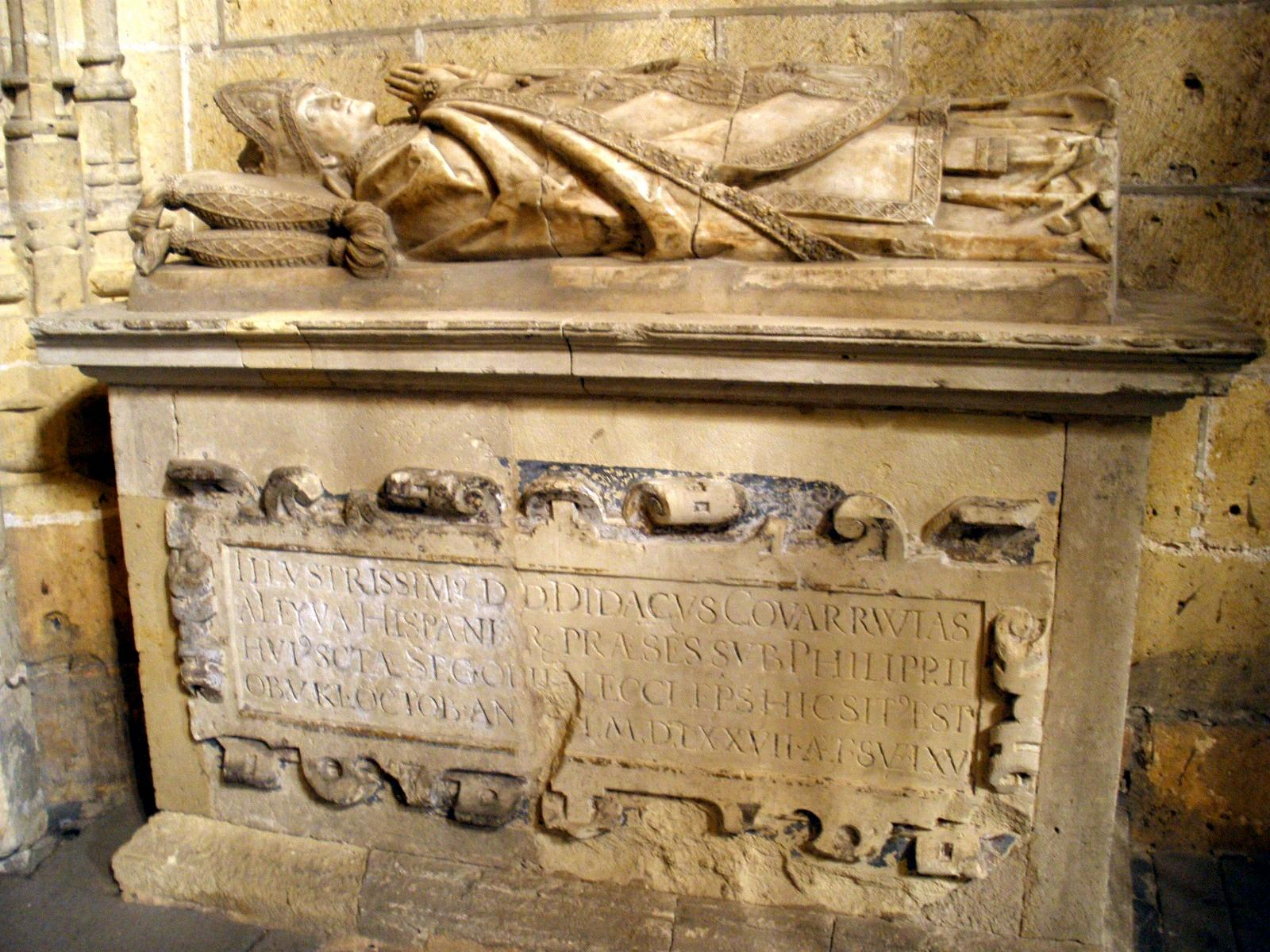
Túmulo na Catedral de Segóvia.

### Primeiros anos
Covarruvias nasceu em Toledo, Espanha, em 25 de julho de 1512. Seu pai era Alonso de Covarrubias (1488-1570), um arquiteto que projetou a capela dos Novos Reis da Catedral de Toledo. O irmão mais novo de Diego, Antonio de Covarrubias (1514 / 24-1602), seria professor de direito na Universidade de Salamanca e atuou como consejero de Castela.
Diego de Covarrubias foi educado na Universidade de Salamanca, onde estudou direito canônico sob Martín de Azpilcueta e teologia sob Francisco de Vitória e Domingo de Soto. Aos 21 anos, Covarruvias foi nomeado professor de direito canônico na Universidade de Salamanca. Mais tarde, ele foi encarregado do trabalho de reformar essa instituição, já venerável por sua idade, e a legislação que ele elaborou visando esse fim permaneceu em vigor muito tempo depois de seu tempo.
Tal era a eminência reconhecida de sua ciência jurídica que ele recebeu o nome de Bartolus da Espanha. Seu vasto aprendizado jurídico sempre foi apresentado com uma beleza peculiar de dicção e lucidez de estilo. Sua genialidade era universal e abrangeu todas as ciências subsidiárias e ilustrativas da ciência do direito. Se o relato é verdadeiro, a grande biblioteca de Oviedo, onde aos 26 anos se tornou professor, não continha um único volume que ele não anotou.

### Episcopado
Em 24 de abril de 1556, Covarruvias foi designado por Carlos V para a sede arquiepiscopal de San Domingo no Novo Mundo, para onde, no entanto, nunca foi. Em 26 de janeiro de 1560, foi nomeado bispo de Ciudad Rodrigo na Espanha.  Em 28 de abril de 1560, foi consagrado bispo por Fernando de Valdés y Salas, arcebispo de Sevilha, com Martín Pérez de Ayala, bispo de Guadix, e Diego de los Cobos Molina, bispo de Ávila, como co-consagradores.  Nesse cargo, ele participou do Concílio de Trento, onde, segundo a declaração de seu sobrinho, em conjunto com o cardeal Ugo Buoncompagni (depois Gregório XIII ), foi autorizado a formular os decretos de reforma ( De Reformatione ) do concílio. A pressão de outros deveres impediu Buoncompagni de fazer sua parte do trabalho; portanto, a tarefa recaiu apenas sobre Covarruvias. O texto desses decretos, portanto, formalmente aprovados pelo conselho, aparentemente devemos a ele.
Tendo retornado à Espanha, Covarruvias foi transferido em 1565 para a Sé de Segóvia. Até aquele momento, seus talentos extraordinários haviam sido descobertos em assuntos mais ou menos escolásticos; dali em diante se revelariam também em assuntos práticos de estado. Nomeado em 1572 como membro do Conselho de Castela, ele foi dois anos depois elevado à presidência do Conselho de Estado. No desempenho deste cargo, ele foi eminentemente bem-sucedido. Enquanto presidente do Conselho de Estado, foi nomeado por Filipe II para o Bispado de Cuenca, mas a morte o impediu de assumir seus deveres. Covarruvias morreu em Madri, em 27 de setembro de 1577. Enquanto bispo, ele foi o principal co-consagrante de Pedro de la Peña, bispo de Quito.
Ele foi enterrado em um sarcófago de mármore na Catedral de Segóvia, perto da antiga entrada da catedral construída pelos monarcas católicos, que hoje leva ao claustro.

## Trabalho

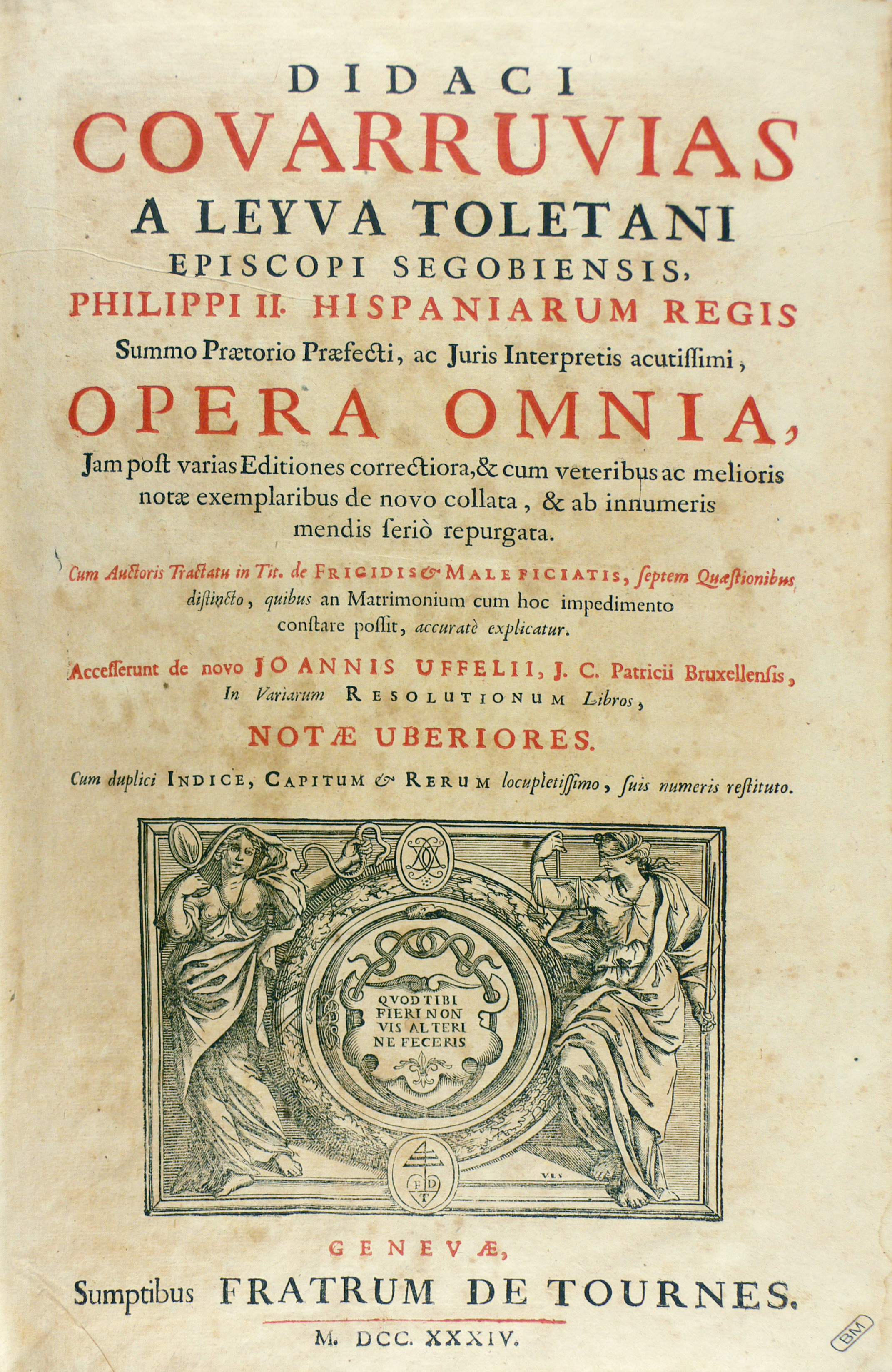
Opera omnia, 1734 (Milão, Fundação Mansutti).

A principal obra de Covarruvias é seu Variarum resolutionum ex jure pontificio regio et cæsareo libri IV. Ele também escreveu sobre testamentos, noivado e casamento, juramentos, excomunhão, prescrição, restituição, etc. Um caráter bastante distinto de suas outras produções é seu tratado numismático, Veterum numismatum collatio cum his quæ modo dispuntur, etc. (1594). Seus trabalhos completos foram editados várias vezes, sendo a edição de Antuérpia (5 vols., 1762) a melhor. Entre seus manuscritos foram encontradas notas sobre o Concílio de Trento, um tratado sobre punições ( De poenis ) e um tratado histórico "Catalogo de los reyes de España y de otras cosas", etc.